# Chazelet
Chazelet è un comune francese di 123 abitanti situato nel dipartimento dell'Indre nella regione del Centro-Valle della Loira.
Diede i natali al filosofo e teologo Lucien Laberthonnière.

## Società

### Evoluzione demografica
Abitanti censiti